# Familiebegraafplaats Uniken

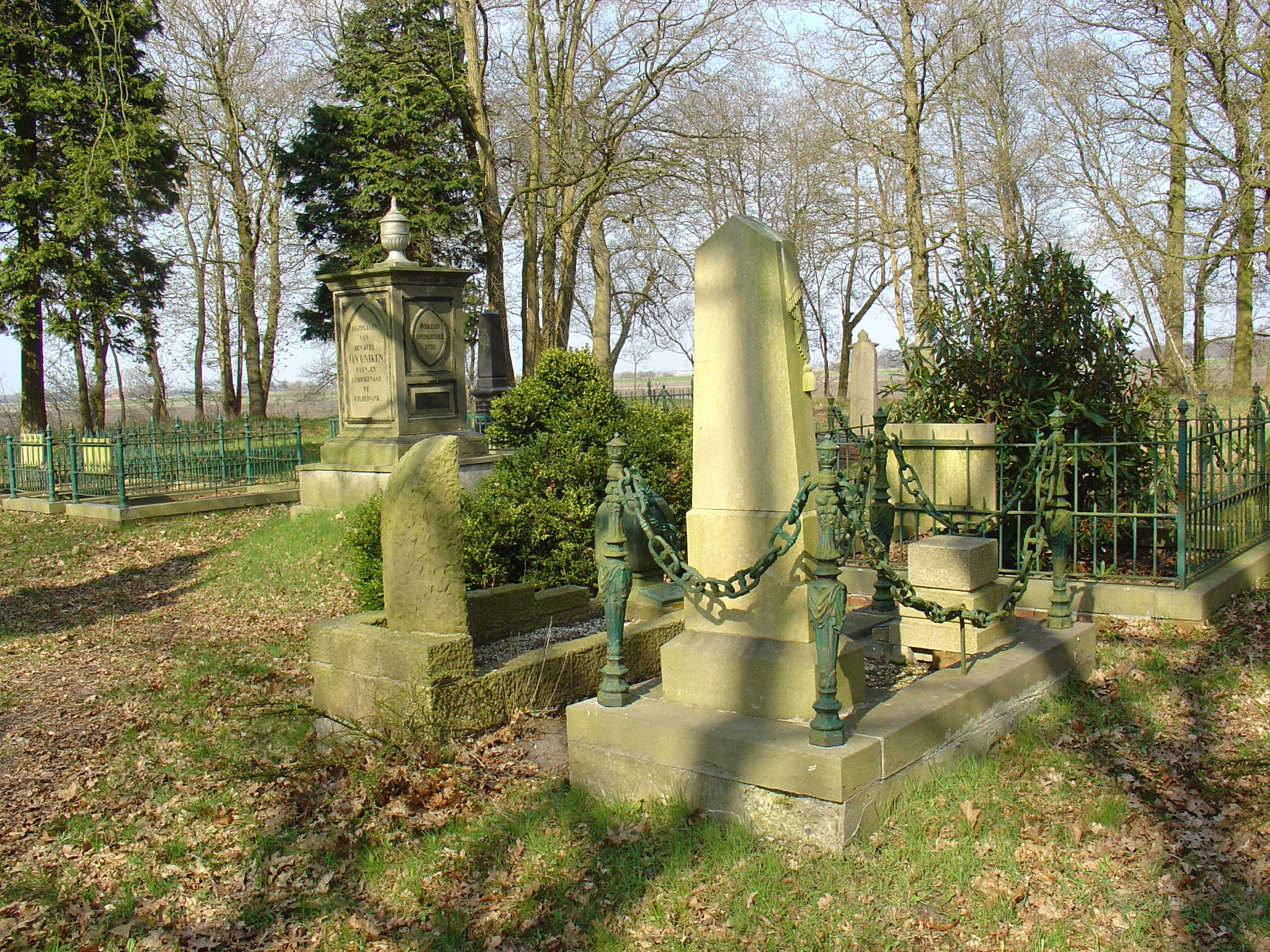
De familiebegraafplaats Uniken met het grafmonument voor Jan Uniken, stichter van de begraafplaats

De Familiebegraafplaats Uniken is een in de 19e eeuw door de vervener Jan Uniken (1783-1859) gestichte begraafplaats voor hemzelf en zijn familieleden nabij de Unikenstraat in de Nederlandse plaats Stadskanaal, in het deel dat toen nog Wildervank werd genoemd.

## Geschiedenis
De stichter van de begraafplaats, Jan Uniken was opzichter van de venen van de stad Groningen. De stad Groningen was eigenaar van de uitgestrekte veengebieden in Oost-Groningen en bracht deze gebieden in de 18e en 19e eeuw tot ontginning. Het Stadskanaal (= kanaal van de stad Groningen) diende voor de ontsluiting van het gebied en voor de afvoer van turf. Uniken was niet alleen opzichter voor de stad Groningen, maar zelf ook vervener en grootgrondbezitter. Hij bezat bij zijn overlijden in 1859 zo'n 800 hectare grond. Bij het Stadskanaal bouwde hij de Unikenborg, een boerderij met tuin en vijvers en een boscomplex. In dit gebied legde hij een begraafplaats aan voor hemzelf en zijn familieleden. In 1859 werd hij er begraven en op zijn graf werd een monument geplaatst met als bekroning een natuurstenen vaas. Uniken, die niet getrouwd was, was niet de eerste die er begraven werd. Twee jaar daarvoor werd zijn achterneefje Ellerus Harmannus van der Tuuk (een kleinzoon van zijn broer Egbert), nog geen twee dagen oud, er al begraven. In 1964 werd vond hier de laatste begrafenis plaats
De begraafplaats is onder meer vanwege zijn uniciteit, fraai aanleg, ligging en bijzondere zerken erkend als rijksmonument. Ook de betekenis van de familie Uniken in de ontstaansgeschiedenis van Stadskanaal is hierbij een medebepalende factor geweest. Het toegangshek uit 1859, de dienstwoning en de bijschuur, beide uit 1890 zijn eveneens erkend als rijksmonument.

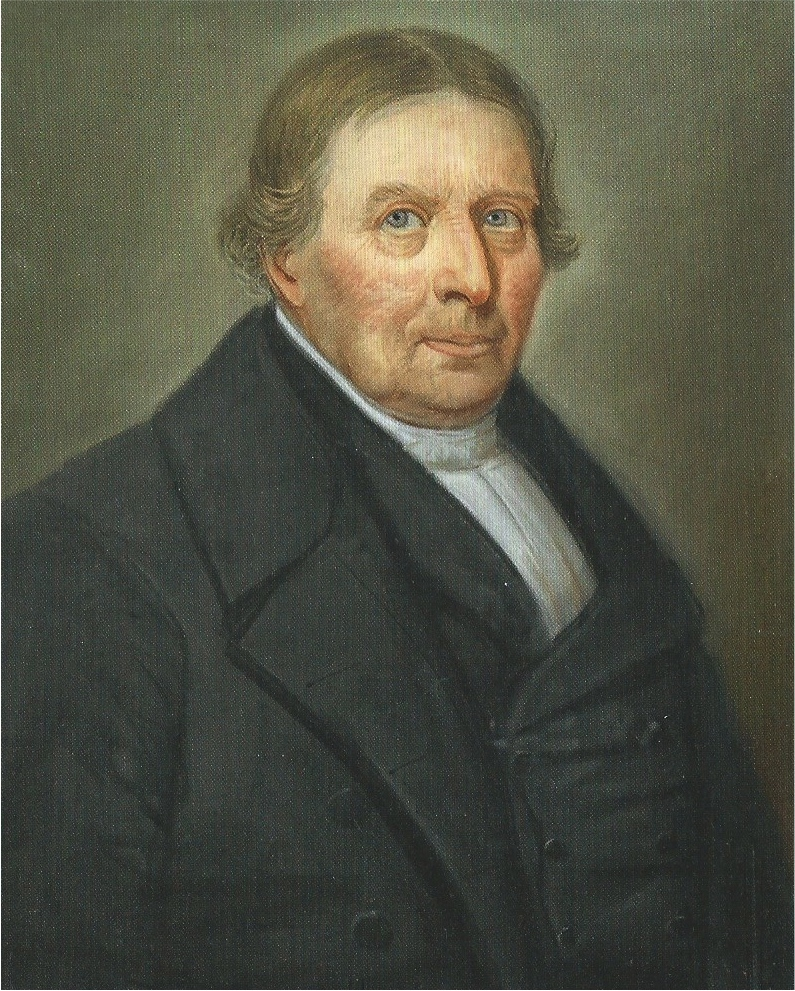
Jan Uniken (1783-1859)
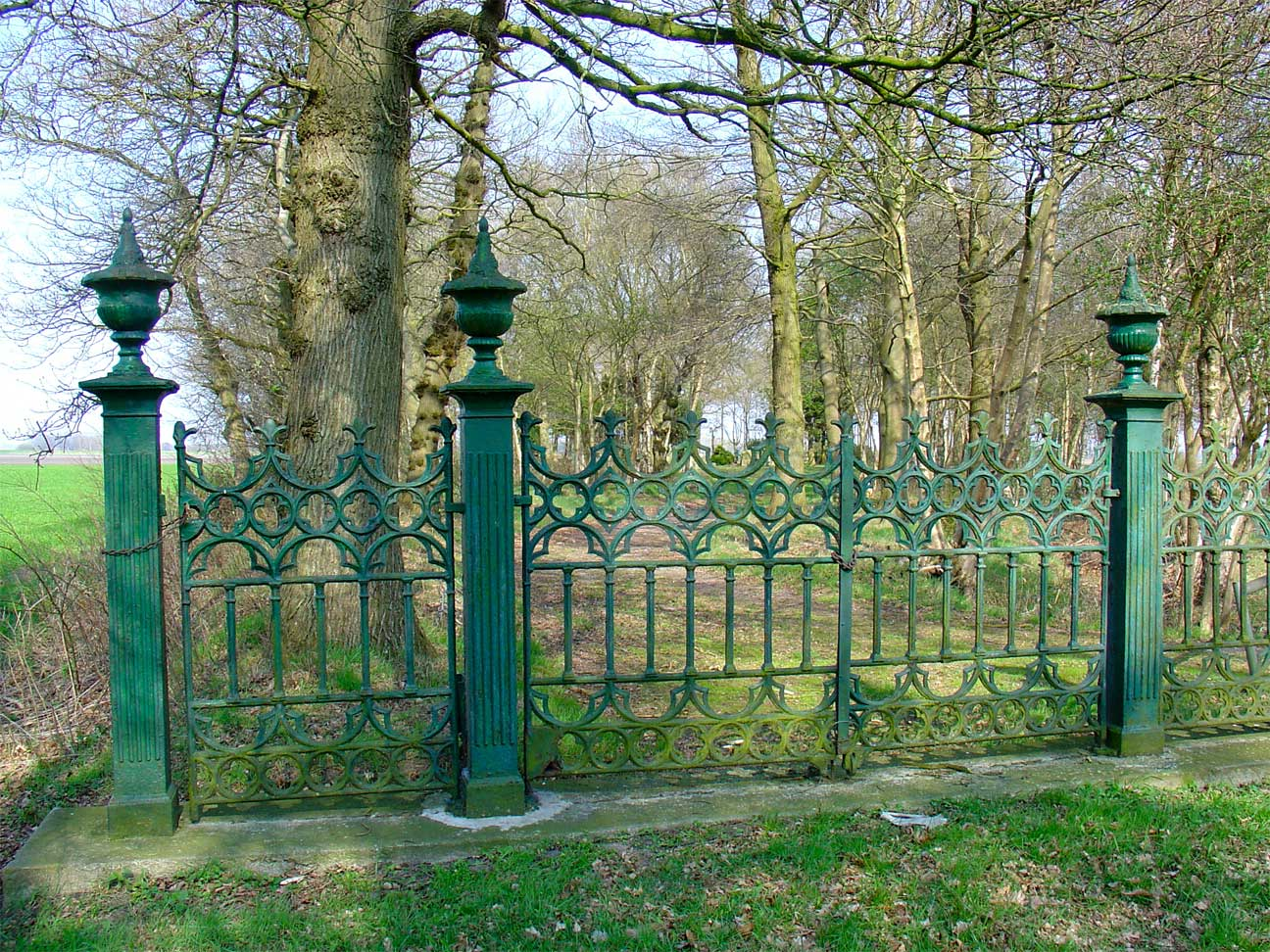
Toegangshek
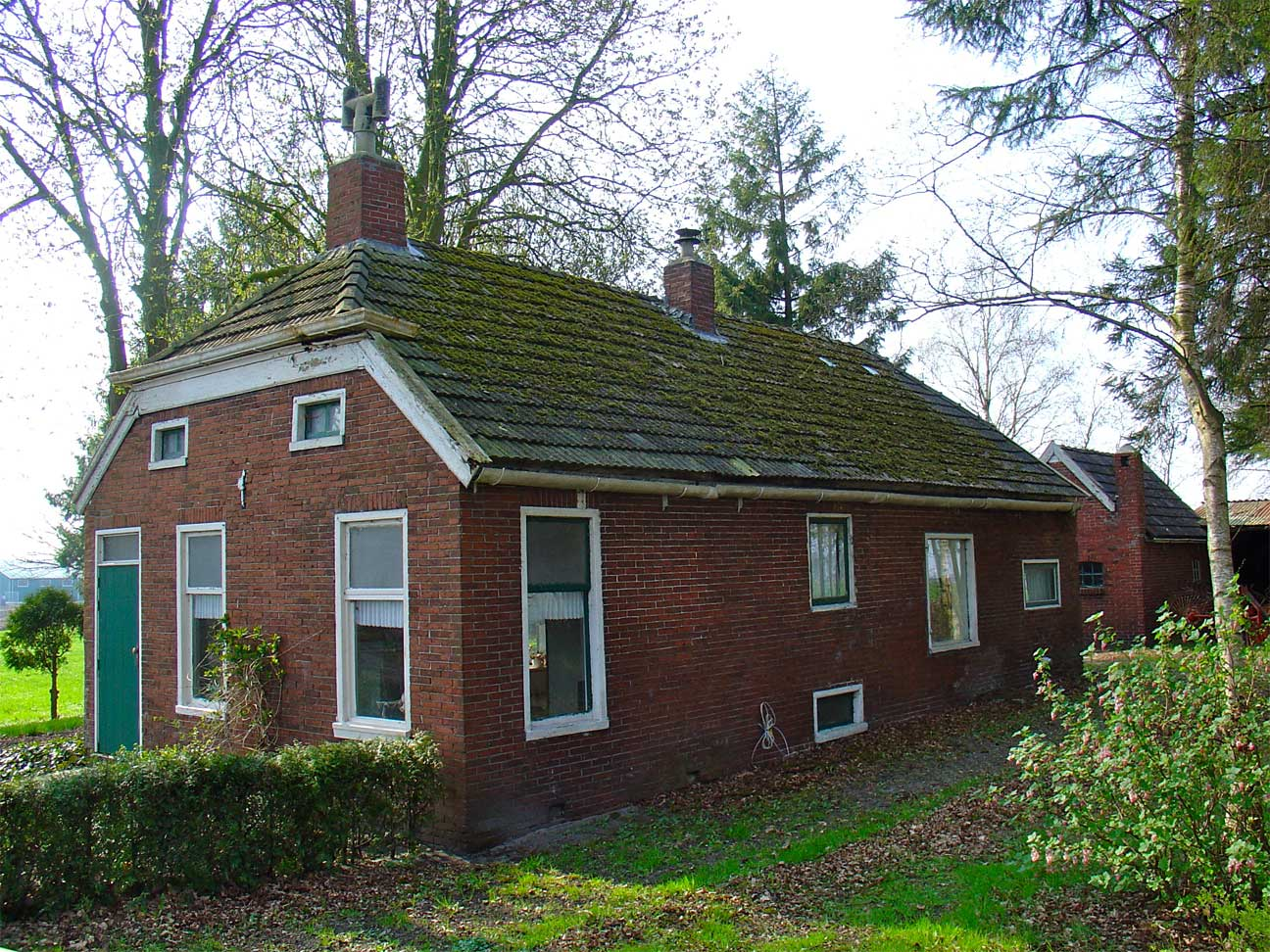
Dienstwoning
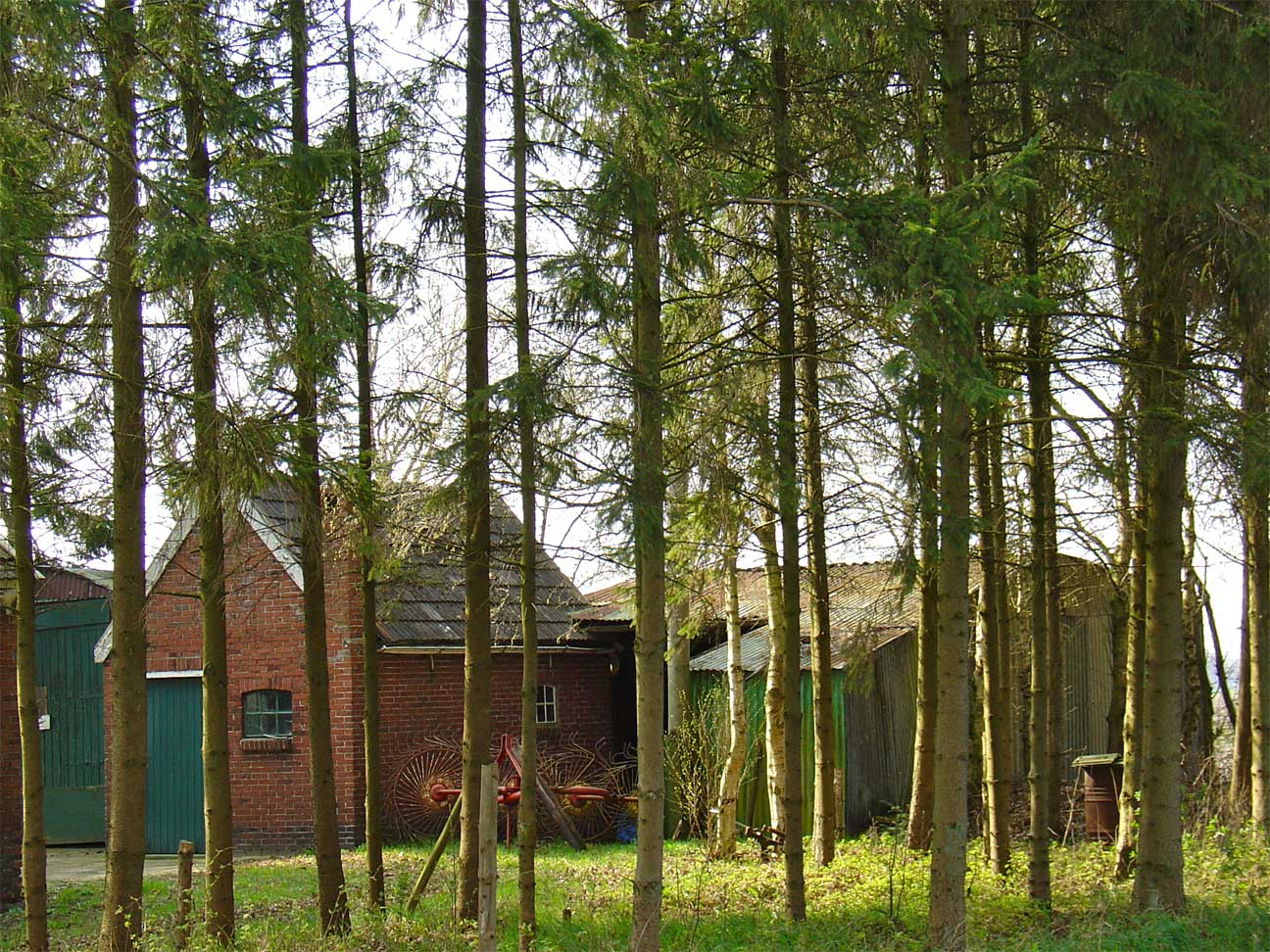
Schuur